# 在這蒼穹展翅
《在這蒼穹展翅》，為PULLTOP於2012年5月25日發表的戀愛冒險類型成人遊戲，英語版由Moe Novel於2013年6月28日發售，簡體中文版於2018年3月7日發售。2013年1月25日發售Fan disc《在這蒼穹展翅 FLIGHT DIARY》，其中英文合版於2019年2月28日發售於Steam平台。2014年7月25日發售羽羽音 小鳥的單人迷你Fan disc《在這蒼穹展翅 SNOW PRESENTS》。5pb.於2016年3月31日發售PSV和PS3移植版《在這蒼穹展翅 -CRUISE SIGN-》。

## 世界觀
風浦原本是經年吹著風的湖泊，由於「風浦市」的建設與開發，以原先的舊市街為基礎，漸漸發展成現代的學園都市，以「風之山丘」及「Windy風浦」為當地的地標，在市區外保留了原本的自然生態與環境，成為研究上的調查或觀察地。風之山丘遍布著巨大風力發電廠，面向風浦市街，如白色羽毛般的螺旋翼經年旋轉。Windy風浦則為綜合百貨，以過去的舊商店街為基礎建立，現為全國有名的大型商業設施。「風浦湖畔」則為風浦市民最常遊玩或假日活動的地方，經常看到家族或者是情侶在湖畔度過休閒時光，湖畔連接橫跨風浦湖的兩岸的「莎莎亞美大橋」。
「惠風學園」為一所有著古老傳承的學校，在新都市建立後，現今校舍多為現代化的建築。這是所理工學校，學校的教學為次世代教育，對於女子入學採取優惠措施，因此校內學生以女生居多。在莎莎亞美大橋與湖畔附近，則有著女子學生宿舍「飛魚(トビウオ)莊」，飛魚莊為大正時代所建，是座充滿歐洲西洋風的建築，供給外地求學的學生居住。惠風學園社團林立，其中有著名為「滑翔機(Soaring)部」的社團，社團地點在學校的邊緣，有著原始且廣大的活動地。（Soaring：一種乘著上升氣流飛行的飛行方式，一般指滑翔機的飛行）

## 故事

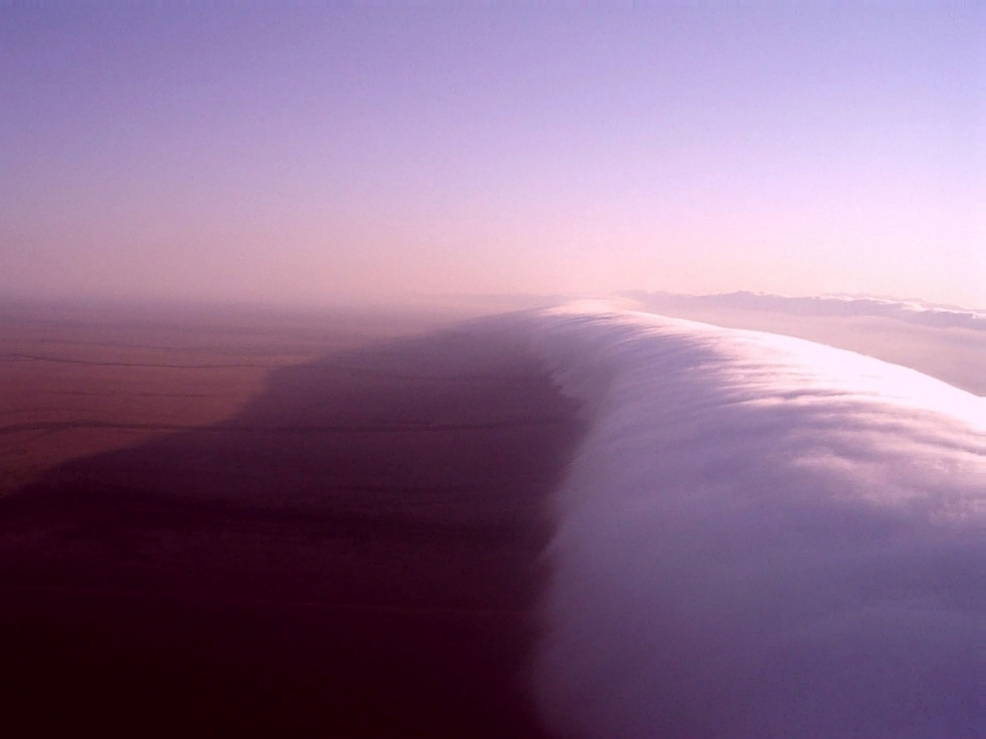
本作的剧情核心——晨辉

主人公水瀬碧因一次自行車事故失去夢想，回到家鄉，转学进入惠风学园就读。在家乡，他邂逅了一位坐著輪椅的少女——羽羽音小鳥，还在他母亲的介绍下搬入惠风学园的女生宿舍飛魚莊担任宿舍管理員。在与儿时玩伴姫城揚羽再会后，碧无意间进入学校内一座老舊的庫房，遇见了望月天音。望月天音是学校滑翔机社的成员，虽是天才，但屡次故意留级，目的是完成制作滑翔机，亲眼目睹当地罕见的晨辉，履行与社团一位遭遇滑翔机事故后下落不明的成员美鷺伊斯卡的约定。由于人数不足，滑翔机社面临废除的危险。主人公则成功说服小鳥放弃退学念头，带上揚羽一同加入滑翔机社。在暑假的时间内，众人完成了滑翔机，并有幸碰上了晨辉。然而驾驶滑翔机的碧却在搭乘上升气流时不慎碰到下沉气流险些酿成事故，与晨辉云失之交臂。事后，滑翔机社被强制废除，库房被强制拆除，天音被强制毕业。
滑翔机社转为地下活动，还吸收了惠风学园理事长的双胞胎孙女风户亚纱和风户依留为成员。一年后，天音作为学校的特邀讲师回到众人身边。众人得知前一年的晨辉可能只是这一年更大规模的晨辉的预兆，遂再一次向晨辉发起挑战。玩家可以进入五位女主角的个人线路。

## 登場角色

### 主要角色
水瀬碧
本作主角，小時候住在風浦，不過因為父母的情況搬家了，目前母親從事不動產管理的工作。原本碧要回到原先的家，然而母親卻給他飛魚莊的地址，不知情的碧到了飛魚莊才發現是女學生宿舍，在母親的拜託下任職了宿舍的管理員，無論是家事或是做飯都擅長，不過小時候是個分不出好壞味覺粗糙的人。處世靈活生活態度積極，特別在打掃衛生時會進入心無旁騖的狀態。過去是自行車競技社的成員，也有著一年級時著拿下第三名的表現，然而因為腳傷的關係，過去一直保持活力充沛的他陷入低潮，自從遇見小鳥後，在照顧她的過程中重新的積極起來。
羽羽音小鳥（聲：星咲イリア）
與碧在風之山丘相遇乘坐輪椅的少女，有著一頭美麗烏黑的長髮與清秀的長相，說話固執且好強，甚至在學校常跟同學起衝突，但其實是個愛哭鬼。因為一次热气球事故而下肢癱瘓，乘坐輪椅。雖然惠風學園已經提供了無障礙環境，仍她對學習不感興趣，經常推託缺席、遲到或早退，再加上固執且好強的言詞，因此在學校被孤立。對於積極想照顧自己的碧作勢拒絕或逃避，其實在認識碧後很黏著碧。和碧為同班同學。在她的线路中，众人为她设计了专用驾驶舱，飞行准备也顺利进行。然而，一次演习过后，未及时固定的滑翔机撞伤了小鳥，她的父母闻讯想要将她带走，牵引设备也被没收。在晨辉当天清晨，碧骑车拦下带走小鸟的汽车，将小鸟带到滑翔机场地。在社团成员的号召下，群众利用弹力绳将滑翔机弹射起飞，成功进入晨辉云。事后，小鸟接受手术，可以利用拐杖直立行走。在《FLIGHT DIARY》中，小鸟和碧面临毕业。众人找到了让滑翔机社得以稳定存续的方法，小鸟进入大学学习程序设计，碧则进入自行车制造厂工作，二人决定携手面向未来。
姬城揚羽（聲：萌花ちょこ）
與碧相隔五年再會的青梅竹馬，帶著一點小惡魔的氣息，碧在心中認定的第一知己。過去曾經像是精力充沛的小男生，然而長大後開始會打扮自己，而且身材意外的好。個性開朗，與很多人有著不錯的交情。過去曾經對碧告白而被拒絕，然而到現在還是喜歡著碧。為機器人社的社員，製作東西很靈巧，後來加入了滑翔機部。和碧為同班同學。在她的线路中，她四处联络学校的各个社团成员，成功为晨辉计划打响知名度。在牵引设备被人蓄意损坏之时，她利用汽车进行牵引，成功将滑翔机送上晨辉。
望月天音（聲：五行薺）
是個天才般的學生，除了實際操作的能力不足外在許多方面表現優異的厲害人物，然而卻因為要將滑翔機制作完成，而成為惠風學園超級的留級生，留級到突破校規的期限，從什麼時候留級已不可考，是碧到校時滑翔機部唯一的成員。身材苗條外型出眾，是個公認的美人，不說話時給人清秀佳人的感覺，在學校有著高人氣，再加上其過人的才智，讓學校的老師也讚譽著。個性天然，作事情非常專注，甚至連吃飯都會忘記，也因此常常餓肚子。在她的线路中，库房没有被强制拆除。在碧的努力下，众人顺利打听到失踪的美鹭伊斯卡的下落。美鹭伊斯卡身体一直欠佳，滑翔机事故后便休学一直进行休养。在亲眼见到天音和碧顺利飞上晨辉后，她与天音重逢。在《FLIGHT DIARY》中，天音解开了伊斯卡的心结，伊斯卡燃起了重返天空的斗志。
風戶亞紗（聲：雪都さお梨）
風戶雙胞胎的姐姐，與妹妹依留因為雙胞胎的關係長相身材相仿，祖父是惠風學園的理事長。個性開朗溫和，很容易交上朋友，個性迷糊又常異想天開，在友人間是個吉祥物般的存在，也是生活的潤滑劑。原先可以搬入飛魚莊的空房，然而由於空房擺放滑翔機而無法居住，與妹妹一同讓出秘密基地作為停機庫，與碧同在飛魚莊生活。在她的线路中，碧陷入与風戶姐妹的三角恋关系中。在选择了亞紗后，虽然晨辉最终没有出现，但是成功吸引了新人加入滑翔机社。
風戶依留（聲：有栖川みや美）
風戶雙胞胎的妹妹，與姊姊亞莎因為雙胞胎的關係長相身材相仿，然而個性與性格都跟亞莎幾乎相反。個性生冷給人一種冷酷與灑脫感，同時是個輕微的虛無主義者，經常缺乏幹勁。很黏姊姊亞莎，因為亞莎加入滑翔機部的關係而加入，認為姊姊亞莎在浪費時間，但仍不甘不願的幫忙滑翔機部的事務。在她的线路中，碧陷入与風戶姐妹的三角恋关系中，碧同时选择了二人。在一次滑翔练习中，牵引绳未能及时松开，酿成事故，驾驶滑翔机的碧受伤，滑翔机受到损坏。風戶姐妹向她们的祖父、学校的理事长求情，请求帮助。最终，在理事长的援助下，众人修好了滑翔机，風戶姐妹代替碧顺利飞上了晨辉。

### 其他角色
羽羽音雲雀（聲：遠野そよぎ）
身高：160cm。
羽羽音小鳥的姊姊，與小鳥一般清秀的外貌，同時也非常有才幹，目前在風浦某企業工作的辦公女郎。很喜歡小鳥，是個會在班上作出邊發小禮物邊說「請多多照顧小鳥」丟人事蹟的姊姊，一聽聞小鳥換了宿舍管理員後立刻趕到，對於小鳥來說是最喜歡但又覺得添麻煩的親人。
姫城螢（聲：羽鳥空）
身高：155cm。
姫城揚羽的妹妹，也是碧的青梅竹馬。有著纖細與美麗的外貌，個性也像小動物一般，在碧過去的玩伴中如同妹妹般的存在，偷偷喜歡著碧，卻因為知道羽也喜歡碧而沒有付出行動。
雲居朱莉（聲：如月葵）
身高：163cm。
學生會的副會長，是個很認真能幹的人，對於不遵守學校規章的滑翔機部感到頭疼，不斷要求改善，也因此經常與滑翔機部對立，然而在有正當理由時，仍會允以通融。
時雨佳奈子
身高：159cm。
飛魚莊的成員之一，也是碧在學校的學姐，有著蠱惑人心的魅力。個性直爽開朗，有時會說些讓人臉紅心跳或者帶有奇妙暗示的話，感覺有點粗線條，然而卻是能出些細膩主意的人，稱宿舍裡的白鴨「帽子」為前輩。
五十嵐達也
身高：178cm。
碧小時候的青梅竹馬，是個可以察知碧的心情，並且邊摸著碧的頭同時安撫碧如同哥哥一般的人。目前已經是社會人士，在小型加工廠做事，雖然是小工廠但也有著能作出火箭零件的能力，是個有著輕微發達的肌肉與矯健身形的帥哥，很受女性的歡迎，尤其是大媽的青睞。被碧和揚羽以「あんちゃん！」（阿哥）稱呼。
田崎柾次
身高：171cm。
碧小時候的青梅竹馬，是個隨波逐流的人，稱呼碧為「アー坊」，與附近的女子學校名為亞理沙的學生交往，受女友的影響加入熱音社，擔任社團中的吉他手。從小把碧當成宿敵，常與碧在言詞上針鋒相對，但內心上其實很喜歡碧。和碧為同班同學。
帽子
飛魚莊的白鴨，頭上帶著一頂禮帽，雖然有著不錯的教養但是也很頑皮。

## 製作人員
在這蒼穹展翅

- 企劃・劇本：（共通路線、小鳥・天音路線）
- 角色設計、原畫
  - （小鳥、天音、朱莉、雲雀、伊斯卡、男性角色）
  - （揚羽、螢、亞紗、依瑠、佳奈子）
  - （SD原畫）
- 劇本：七烏未奏（亞紗・依瑠路線）、奥田港（揚羽路線）
- 繪圖輔助：
- 音樂製作：TWOFIVE
- 影片：
- 開場動畫：
- 網頁製作：
- 企畫・指揮：Yow

在這蒼穹展翅 FLIGHT DIARY

- 企劃・劇本：
- 角色設計、原畫：、（SD原畫）
- 劇本：七烏未奏、奥田港、
- 繪圖輔助：
- 音樂製作：TWOFIVE
- 動畫導演：
- 開場動畫：
- 網頁製作：
- 企畫・指揮：Yow

在這蒼穹展翅 SNOW PRESENTS

- 企畫・指揮：Yow
- 劇本：
- 角色設計、原畫：
- 3D動畫：
- 音樂製作：TWOFIVE
- 動作短片：
- 『廣播劇CD』
  - 劇本：
  - 封面插圖：
  - 音樂編輯：

## 主題曲
在這蒼穹展翅
初回限定版同梱特典的原聲音樂集收錄2首短版主題曲與遊戲BGM。另售Maxi Single CD『Perfect Sky/Precious Wing』兩首主題曲的完整版/Instrumental收錄。

- 片頭曲『Perfect Sky』

作詞 - Minao Ohse / 作・編曲 - 大熊謙一 / 歌 - 霜月遙
- 片尾曲『Precious Wing』

作詞 - Minao Ohse / 作・編曲 -  / 歌 - 茶太
在這蒼穹展翅 FLIGHT DIARY
- 片頭曲『Brand-New World』

作詞 - Minao Ohse / 作・編曲 -  / 歌 - Duca
在這蒼穹展翅 SNOW PRESENTS

- 片頭曲『Private Sky』

作詞 - Minao Ohse / 作・編曲 -  / 歌 - 星咲イリア
- 片頭曲『Perfect Sky 合唱Ver』

作詞 - Minao Ohse / 作・編曲 -  / 歌 - 星咲イリア、萌花ちょこ、五行薺、雪都さお梨、有栖川みや美
在這蒼穹展翅 CRUISE SIGN

- 主題曲『The Power of The Wing』

歌 - 青SHUN學園
- 印象曲『Dear blue sky』

歌 - 原由實

## 評價
《在這蒼穹展翅》獲得《2012年萌系遊戲大賞》玩家支持銀獎、劇本獎、BGM獎、角色設計獎共三項金獎，最終獲得年度金獎。
《在這蒼穹展翅 FLIGHT DIARY》獲得《2013年萌系遊戲大賞》Fan disc金獎。
《在這蒼穹展翅 SNOW PRESENTS》獲得《2014年萌系遊戲大賞》3D賞的金獎。

## 外部連結
- http://konosora.jp/ （页面存档备份，存于）PULLTOP（日語）
- 英文版官方網站（页面存档备份，存于）Moe Novel（英文）
- iOS、Android版官方網站Moe Novel（英文）
- http://konosora.jp/blog/ （页面存档备份，存于）（日語）
- http://konosora.jp/fd/ （页面存档备份，存于）PULLTOP（日語）
- http://konosora.jp/sp/ （页面存档备份，存于）PULLTOP（日語）
- http://5pb.jp/games/konosora.cs/ （页面存档备份，存于）5pb.（日語）